# Nicolas-Toussaint Charlet

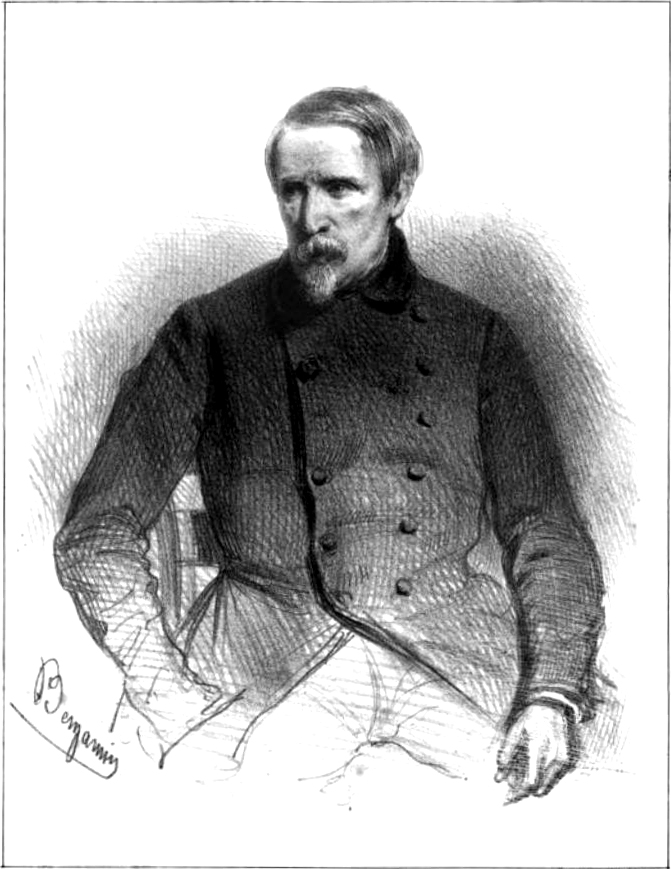
Porträt des Nicolas-Toussaint Charlet in Galerie de la presse, de la littérature et des beaux-arts

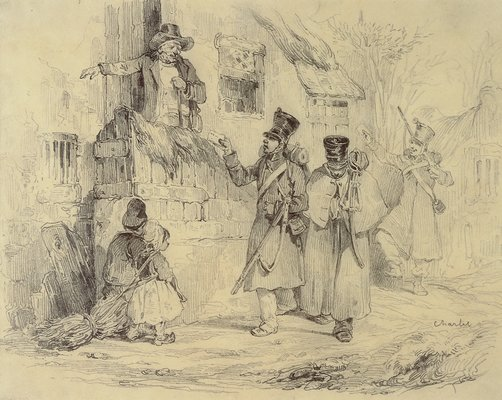
Szene aus den napoleonischen Kriegen: Drei Soldaten kommen in ihrem Quartier an

Nicolas-Toussaint Charlet (* 20. Dezember 1792 in Paris; † 29. Oktober 1845) war ein französischer Maler und Zeichner.

## Leben
Charlet war unter dem Kaiserreich Schreiber, verlor aber unter der Restauration seine Stelle und studierte nun in dem Atelier des Malers Gros. Er begann mit Darstellungen aus dem Soldatenleben, wobei es ihm gelang, den Grenadier der Zeit Napoleons in verschiedenen Szenen in packender Wahrheit hinzustellen.
Sein Grenadier von Waterloo sowie seine Episoden aus dem russischen Feldzug waren epochemachend. Sein eigentliches Feld jedoch war das des Humors, wobei Straßenjungen, Marktweiber, Arbeiter, Portiers etc. in unerschöpflicher Mannigfaltigkeit vorgeführt werden.
Dadurch schuf er sich allmählich ein eigenes Genre in dem ihn zeit seines Lebens kaum einer übertreffen konnte; bewundernd nannte man Charlet auch den Béranger der Karikatur.
Nicolas-Toussaint Charlet starb am 29. Oktober 1845 im Alter von 53 Jahren.
Seine Kompositionen sind frei von Übertreibung, voll Geist und Naivität, wahre Meisterstücke des satirischen Witzes und die Unterschriften dabei so treffend, dass manche dramatische Autoren die Grundidee ihrer Stücke von Charlet geborgt haben. Seine Zeichnungen und Lithographien sind zahllos.

## Werke (Auswahl)
- Eine Episode aus dem russischen Feldzug (Museum zu Versailles)
- Jean-Victor Moreaus Übergang über den Rhein (Museum zu Lyon)
- Ein Zug von Verwundeten (Museum von Bordeaux)
- Grenadier von Waterloo